# 간겐
간겐(일본어: 寛元, かんげん)은 일본의 연호(元号) 중 하나이다.
- 전후 : 닌지(仁治) 이후 - 호지(宝治) 이전.
- 시기 : 1243년 ~ 1246년
- 천황 : 고사가 천황, 고후카쿠사 천황
- 쇼군 : 가마쿠라 막부의 후지와라 노 요리쓰네, 요리쓰구
- 싯켄 : 호조 쓰네토키, 도키요리

## 개원(改元)
- 닌지 4년 2월 26일(율리우스력 1243년 3월 18일), 고사가 천황의 즉위에 맞춰 개원.
- 간겐 5년 2월 28일(율리우스력 1247년 4월 5일), 호지로 개원된다.

## 출전
『송서』의 「舜禹之際、五教在寛、元元以平」.

## 간겐 시기에 일어난 일
- 4년
  - 고후카쿠사 천황이 즉위.

## 서력과의 대조표
| 간겐 | 원년   | 2년    | 3년    | 4년    | 5년    |
| ---- | ------ | ------ | ------ | ------ | ------ |
| 서력 | 1243년 | 1244년 | 1245년 | 1246년 | 1247년 |
| 간지 | 계묘   | 갑진   | 을사   | 병오   | 정미   |

## 같이 보기
- 일본의 연호 일람

| 이전 닌지 | 일본의 연호 1243년 ~ 1247년 | 다음 호지 |